# Frontispice (Ravel)
Frontispice est une œuvre de Maurice Ravel pour deux pianos à cinq mains, composée en 1918.

## Présentation
Frontispice est composé à Saint-Cloud en juin 1918. La partition de Ravel est écrite pour un effectif tout à fait singulier, cinq mains sur deux pianos, et est prévue comme indicatif musical à un texte de Ricciotto Canudo intitulé S.P. 503, le poème du Vardar,. 
L’œuvre est publiée sous forme manuscrite pour la première fois en 1919 dans la revue des Feuillets d'art,, puis par Canudo dans le premier numéro de la Gazette des sept arts en 1922,, enfin dans l'édition reliée du Poème du Vardar en 1923,. 
La première audition publique connue se déroule chez Mme Paul Clemenceau aux alentours du 19 juin 1921, en présence de Paul Painlevé et Jean Marnold, dans une interprétation des pianistes Mieczysław Horszowski, M. de Levitza et Hélène Kahn-Casella,.

## Analyse
Le musicologue François-René Tranchefort note qu'avec ses quinze mesures, Frontispice est l’œuvre la plus courte de Ravel. Et de citer Marcel Marnat :
« Moins de deux minutes résolument polytonales avec trois lignes mélodiques indépendantes superposées, bientôt bafouées par l'intervention des accords incléments qu'y introduit la cinquième main Le langage est ici aussi nouveau que possible [...] Trois accords finals mettent le comble à la surprise de l'auditeur par une brutale interrogation débouchant sur le vide. »
L’œuvre est également particulière dans sa superposition de deux indications rythmiques différentes : ternaire, à 
, pour le piano 1, et binaire, à 
, pour le piano 2.
La durée d'exécution moyenne de la pièce est de deux minutes environ. Le morceau porte le numéro O 70 dans le catalogue des œuvres du compositeur établi par Marnat.

## Postérité
La partition de Frontispice n'est éditée qu'en 1975, par Salabert, mais suscitera l'intérêt de Pierre Boulez, qui en réalise une instrumentation pour petit ensemble en 1987, puis une version pour orchestre en 2007, dédiée à la mémoire de François Lesure.

## Discographie
- Ravel : L’œuvre intégral pour piano (3 inédits), par Jacques Février, Gabriel Tacchino et Jean-Claude Ambrosini, Adès 7044, 1971. (Premier enregistrement mondial)
- Ravel : Complete Works for Piano Duet, par Ingryd Thorson, Julian Thurber et David Gardiner, Brilliant Classics 94176, 2011.
- Ravel : The Complete Edition / Œuvres complètes, Decca 4783725, 2012.
- Maurice Ravel : The Complete Works, CD 5, par Jean-Philippe Collard, Michel Béroff et Marielle Labèque, Warner Classics 0190295283261, 2020.

### Ouvrages généraux
- François-René Tranchefort, « Maurice Ravel », dans François-René Tranchefort (dir.), Guide de la musique de piano et de clavecin, Paris, Fayard, coll. « Les Indispensables de la musique », 1987, 867 p. (ISBN 978-2-213-01639-9, OCLC 17967083), p. 610-611.

### Monographies
- Christian Goubault, Maurice Ravel : le jardin féerique, Paris, Minerve, 2004, 357 p. (ISBN 2-86931-109-5, BNF 39264179).
- Marcel Marnat, Maurice Ravel, Paris, Fayard, coll. « Indispensables de la musique », 1986, 828 p. (ISBN 2-213-01685-2, BNF 43135722).
- Bénédicte Palaux Simonnet, Maurice Ravel, Paris, Bleu Nuit éditeur, 2019, 176 p. (ISBN 978-2-35884-085-9).

### Écrits
- Maurice Ravel. L’intégrale : Correspondance (1895-1937), écrits et entretiens, édition établie, présentée et annotée par Manuel Cornejo, Paris, Le Passeur Éditeur, 2018, 1776 p.  (ISBN 978-2368905777).